# Giải bóng đá Vô địch U-15 Quốc gia Việt Nam
Giải bóng đá Vô địch U-15 Quốc gia (trước đây được gọi là Giải bóng đá U-15 Quốc gia) là giải đấu bóng đá quốc gia thường niên dành cho lứa tuổi dưới 15 do Liên đoàn bóng đá Việt Nam tổ chức. Từ năm 2004 trở về trước, giải dành cho các cầu thủ dưới 16 tuổi.

## Các đội đoạt huy chương
| Năm                                    | Nơi đăng cai          | Chung kết            | Chung kết    | Chung kết         | Hạng ba                                |
| Năm                                    | Nơi đăng cai          | Vô địch              | Tỷ số        | Á quân            | Hạng ba                                |
| -------------------------------------- | --------------------- | -------------------- | ------------ | ----------------- | -------------------------------------- |
| Giải bóng đá U-16 Quốc gia (1998–2004) |                       |                      |              |                   |                                        |
| 1998                                   | Nghệ An               | Sông Lam Nghệ An     | Không rõ     | Hà Tĩnh           | Không rõ                               |
| 1999                                   | Hà Tĩnh và Nghệ An    | Hà Tĩnh              | 2–0          | Sông Lam Nghệ An  | Không rõ                               |
| 2000                                   | Hà Nội                | Hà Nội               | Không rõ     | Hải Phòng         | Nam Định và Hà Tĩnh                    |
| 2001                                   | Thanh Hóa             | Hải Phòng            | 2–1          | Quảng Ninh        | Cà Mau và Hà Tây                       |
| 2002                                   | Hà Nội                | Sông Lam Nghệ An (2) | 1–1 (4–2 p)  | Thể Công          | Khánh Hòa và Bình Định                 |
| 2003                                   | Hà Nội                | Hà Nội (2)           | 5–3          | Tiền Giang        | Bình Định và Sông Lam Nghệ An          |
| 2004                                   | Nam Định              | Đồng Nai             | 2–0          | Đồng Tháp         | Nam Định và Ninh Thuận                 |
| Giải bóng đá U-15 Quốc gia (2005–nay)  |                       |                      |              |                   |                                        |
| 2005                                   | Đà Nẵng               | Đà Nẵng              | 1–0          | Đồng Tháp         | Sông Lam Nghệ An và Khánh Hòa          |
| 2006                                   | Khánh Hòa             | Quảng Ninh           | 2–1          | Đà Nẵng           | Bình Định và Khánh Hòa                 |
| 2007                                   | Thái Nguyên           | Đồng Tháp            | 0–0 (8–7 p)  | Đà Nẵng           | Thái Nguyên và Bình Định               |
| 2008                                   | Nam Định              | Nam Định             | 1–1 (5–4 p)  | Sông Lam Nghệ An  | Long An và Thừa Thiên Huế              |
| 2009                                   | Nghệ An               | Đồng Tháp (2)        | 1–1 (3–2 p)  | SHB Đà Nẵng       | Nam Định và Bình Định                  |
| 2010                                   | Khánh Hòa             | SHB Đà Nẵng (2)      | 2–0          | Hà Nội            | Khánh Hòa và Hoàng Anh Gia Lai         |
| 2011                                   | Thành phố Hồ Chí Minh | Long An              | 3–2          | Hà Nội T&T        | Viettel và SHB Đà Nẵng                 |
| 2012                                   | Thành phố Hồ Chí Minh | PVF                  | 3–0          | Hà Nội T&T        | Tập đoàn Cao su Đồng Tháp và Hà Nội    |
| 2013                                   | Thành phố Hồ Chí Minh | PVF (2)              | 1–0          | Viettel           | Tập đoàn Cao su Đồng Tháp và Sơn Tây   |
| 2014                                   | Thành phố Hồ Chí Minh | Đồng Tháp (3)        | 1–1 (4–2 p)  | PVF               | Hà Nội T&T và Viettel                  |
| 2015                                   | Thành phố Hồ Chí Minh | Viettel              | 1–1 (10–9 p) | PVF               | Hà Nội T&T và Sơn Tây                  |
| 2016                                   | An Giang              | Hoàng Anh Gia Lai    | 0–0 (4–3 p)  | PVF               | An Giang và Khánh Hòa                  |
| 2017                                   | Tây Ninh              | PVF (3)              | 2–0          | Viettel           | Tây Ninh và Sông Lam Nghệ An           |
| 2018                                   | Thành phố Hồ Chí Minh | Sông Lam Nghệ An (3) | 1–1 (5–4 p)  | Viettel           | Becamex Bình Dương và Khánh Hòa        |
| 2019                                   | Thành phố Hồ Chí Minh | Sông Lam Nghệ An (4) | 1–1 (3–2 p)  | Thanh Hóa         | SHB Đà Nẵng và Viettel                 |
| 2020                                   | Bình Dương            | PVF (4)              | 4–2          | SHB Đà Nẵng       | Becamex Bình Dương và Sông Lam Nghệ An |
| 2022                                   | Gia Lai               | Sông Lam Nghệ An (5) | 4–2          | PVF               | Hoàng Anh Gia Lai và Huế               |
| 2023                                   | Bà Rịa – Vũng Tàu     | PVF (5)              | 5–0          | Sông Lam Nghệ An  | Hoàng Anh Gia Lai và Viettel           |
| 2024                                   | Hưng Yên              | PVF (6)              | 4–1          | Bà Rịa – Vũng Tàu | Đông Á Thanh Hóa và Thể Công – Viettel |
| 2025                                   | Hưng Yên              | PVF (7)              | 2–0          | Hà Nội            | Đồng Tháp và Sông Lam Nghệ An          |

## Bảng tổng sắp huy chương
| Hạng | Đội bóng          | Vô địch | Á quân | Hạng ba |
| ---- | ----------------- | ------- | ------ | ------- |
| 1    | PVF               | 7       | 4      | 0       |
| 2    | Sông Lam Nghệ An  | 5       | 3      | 5       |
| 3    | Đồng Tháp         | 3       | 2      | 3       |
| 4    | Đà Nẵng           | 2       | 4      | 2       |
| 5    | Hà Nội (1956)     | 2       | 1      | 1       |
| 6    | Thể Công          | 1       | 4      | 5       |
| 7    | Hồng Lĩnh Hà Tĩnh | 1       | 1      | 1       |
| 8    | Hải Phòng         | 1       | 1      | 0       |
| 8    | Quảng Ninh        | 1       | 1      | 0       |
| 10   | Hoàng Anh Gia Lai | 1       | 0      | 3       |
| 10   | Nam Định          | 1       | 0      | 3       |
| 12   | Long An           | 1       | 0      | 1       |
| 13   | Đồng Nai          | 1       | 0      | 0       |
| 14   | Hà Nội (2006)     | 0       | 3      | 2       |
| 15   | Thanh Hóa         | 0       | 1      | 1       |
| 16   | Bà Rịa – Vũng Tàu | 0       | 1      | 0       |
| 16   | Tiền Giang        | 0       | 1      | 0       |
| 18   | Khánh Hòa         | 0       | 0      | 6       |
| 19   | Bình Định         | 0       | 0      | 5       |
| 20   | Bình Dương        | 0       | 0      | 2       |
| 20   | Huế               | 0       | 0      | 2       |
| 20   | Sơn Tây           | 0       | 0      | 2       |
| 23   | An Giang          | 0       | 0      | 1       |
| 23   | Cà Mau            | 0       | 0      | 1       |
| 23   | Hà Tây            | 0       | 0      | 1       |
| 23   | Ninh Thuận        | 0       | 0      | 1       |
| 23   | Tây Ninh          | 0       | 0      | 1       |
| 23   | Thái Nguyên       | 0       | 0      | 1       |

## Nhà tài trợ chính
| Giai đoạn | Nhà tài trợ                                     | Ref   |
| --------- | ----------------------------------------------- | ----- |
| 2005      | Công ty TNHH Dịch vụ Văn Hóa giáo dục Học đường |       |
| 2006–2008 | Công ty Trung Thành                             |       |
| 2009      | VinaPhone                                       |       |
| 2010      | Học viện bóng đá Aspire                         |       |
| 2011–2014 | Hyundai Vinashin                                |       |
| 2015      | —                                               |       |
| 2016–2018 | Thái Sơn Bắc                                    |       |
| 2019–2020 | Next Media                                      | [ 2 ] |
| 2022=     | Next Travel                                     | [ 3 ] |
| 2023–     | Acecook                                         |       |

## Vua phá lưới
| Mùa giải | Cầu thủ           | Câu lạc bộ       | Số bàn thắng |
| -------- | ----------------- | ---------------- | ------------ |
| 2005     | Nguyễn Ngọc Thiện | Đồng Tháp        | 5            |
| 2006     | Trần Anh Khoa     | Đà Nẵng          | 5            |
| 2015     | Nguyễn Khắc Khiêm | PVF              | 7            |
| 2016     | Lê Ngọc Trọng     | Khánh Hòa        | 4            |
| 2017     | Trịnh Văn Chung   | PVF              | 4            |
| 2017     | Nguyễn Tiến Ba    | PVF              | 4            |
| 2018     | Nguyễn Văn Tú     | Viettel          | 4            |
| 2018     | Nguyễn Văn Trường | Viettel          | 4            |
| 2018     | Nguyễn Quốc Lộc   | Sanna Khánh Hòa  | 4            |
| 2019     | Nguyễn Hữu Tuấn   | Viettel          | 3            |
| 2019     | Nguyễn Phú Nhã    | Viettel          | 3            |
| 2019     | Bùi Văn Nội       | Thanh Hóa        | 3            |
| 2019     | Cái Văn Quỳ       | Sông Lam Nghệ An | 3            |
| 2020     | Nguyễn Anh Tuấn   | PVF              | 5            |
| 2022     | Phùng Quang Tú    | PVF              | 6            |